# Pariphiculus mariannae
Pariphiculus mariannae is een krabbensoort uit de familie van de Iphiculidae. De wetenschappelijke naam van de soort is voor het eerst geldig gepubliceerd in 1852 door Herklots.